# Wereldkampioenschappen openwaterzwemmen 2015 - Landenwedstrijd
De landenwedstrijd tijdens de wereldkampioenschappen openwaterzwemmen 2015 vond plaats op 30 juli 2015 in de Kazanka in Kazan.

## Uitslag
| Rang   | Land             | Namen                                                     | Tijd      |
| ------ | ---------------- | --------------------------------------------------------- | --------- |
| Goud   | Duitsland        | Rob Muffels Christian Reichert Isabelle Härle             | 55:14.4   |
| Zilver | Brazilië         | Allan do Carmo Diogo Villarinho Ana Marcela Cunha         | 55:31.2   |
| Zilver | Nederland        | Marcel Schouten Ferry Weertman Sharon van Rouwendaal      | 55:31.2   |
| 4      | Italië           | Federico Vanelli Simone Ercoli Rachele Bruni              | 55:49.4   |
| 5      | Verenigde Staten | Sean Ryan Jordan Wilimovsky Ashley Twichell               | 55:50.6   |
| 6      | Australië        | Jarrod Poort Simon Huitenga Melissa Gorman                | 56:07.4   |
| 7      | Hongarije        | Dániel Székelyi Gergely Gyurta Éva Risztov                | 56:08.4   |
| 8      | Griekenland      | Antonios Fokaidis Spyridon Gianniotis Kalliopi Araouzou   | 56:18.6   |
| 9      | Ecuador          | Ivan Enderica Ochoa Esteban Enderica Samantha Arévalo     | 56:45.9   |
| 10     | Rusland          | Sergej Bolsjakov Daniil Serebrennikov Anastasia Krapivina | 56:47.0   |
| 11     | Frankrijk        | David Aubry Marc-Antoine Olivier Aurélie Muller           | 56:50.9   |
| 12     | Spanje           | Héctor Ruiz Antonio Arroyo Erika Villaécija               | 57:16.0   |
| 13     | Argentinië       | Gabriel Villagoiz Guillermo Bertola Cecilia Biagioli      | 57:27.8   |
| 14     | China            | Qiao Zhongyi Zu Lijun Yan Siyu                            | 57:53.9   |
| 15     | Portugal         | Vasco Gaspar Rafael Gil Angelica María                    | 58:12.6   |
| 16     | Venezuela        | Wilder Carreño Erwin Maldonado Paola Pérez                | 58:39.3   |
| 17     | Tsjechië         | Ján Kútnik Matěj Kozubek Alena Benešová                   | 59:43.1   |
| 18     | Zuid-Afrika      | Chad Ho Daniel Marais Michelle Weber                      | 1:00:31.2 |
| 19     | Mexico           | Daniel Delgadillo Arturo Pérez Vertti Zaira Cardenas      | 1:01:36.6 |
| 20     | Kazachstan       | Kenessary Kenenbajev Vitali Choedjakov Ksenia Romantsjoek | 1:02:12.7 |
| 21     | Egypte           | Youssef Hossameldeen Adel Ragab Reem Kaseem               | 1:02:13.1 |
| 22     | Hongkong         | Tse Tsz Fung Kwan Ho Yin Kwok Cho Yiu                     | 1:05:43.8 |